# ア、フ、とくれば…?
「ア、フ、とくれば…?」はA.F.R.Oのインディーズの3枚目のシングル。HMV限定販売CDである。トイズファクトリーから2012年3月14日に発売された。

## 収録曲
全作詞・作曲：A.F.R.O
1. カタチ [5:11]
  - 本シングルのリード曲であり、ミュージックビデオが制作されている。
  - 「ゆうばり国際ファンタスティック映画祭2012」テーマソング
2. 渚のマーメイド2012 (Garden Remix) [6:40]
3. 日常2012 [4:47]
4. 声 (World Sketch Remix) [5:04]